# Comune di Rudbjerg
Il comune di Rudbjerg fino al 1º gennaio 2007 è stato un comune danese situato nella contea dello Storstrøm, il comune aveva una popolazione di 3 326 abitanti (2006) e una superficie di 143 km². Capoluogo era il villaggio di Dannemare.
Dal 1º gennaio 2007, con l'entrata in vigore della riforma amministrativa, il comune è stato soppresso e accorpato ai comuni di 
Holeby, Højreby, Maribo, Nakskov, Ravnsborg e Rødby per dare luogo al neo-costituito comune di Lolland compreso nella regione della Selandia.